# Alguns pensaments sobre educació
Alguns pensaments sobre educació és un tractat del 1693 escrit pel filòsof anglés John Locke. Durant més d'un segle fou l'obra filosòfica més important sobre educació a Gran Bretanya. Traduït a quasi tots els principals idiomes d'Europa, fou un referent en els escrits pedagògics posteriors; fins i tot Jean-Jacques Rousseau en reconegué la influència.
La seua proposta pedagògica es fonamenta en Assaig sobre l'enteniment humà de 1690, en què Locke delineà una nova teoria de la ment, proposant que la ment del xiquet era una tabula rasa, és a dir, que no contenia idees innates. Serà l'experiència qui li donarà forma.
Els tres elements fonamentals proposats per a l'educació són: desenvolupar el cos sa, el caràcter virtuós i triar un programa d'estudis apropiat.
Locke escrigué les cartes que es convertirien en Alguns pensaments dirigides a un amic aristòcrata, però els seus consells tenien un interés més ampli, doncs els seus principis educatius permetien que les dones i les classes baixes aspiraren al mateix tipus de caràcter que els aristòcrates, per a qui Locke originàriament pensà l'obra. Aquest tipus d'educació s'ha conegut com la del gentleman.

## Context històric
En aquesta obra Locke recull algunes línies de la reforma educativa del s. XVII a la Gran Bretanya i les tracta de difondre. Autors com John Evelyn, John Aubrey, John Eachard, i John Milton ja havien defensat reformes similars en els plans d'estudi, però no havien tingut prou difusió les seues idees. D'aquesta manera Locke esdevingué un dels principals difusors de la manera científica propugnada per Newton que s'estendrà per tot el món per l'Imperi britànic.
La situació educativa de l'època es fonamentava en una educació heretada del Renaixement, però la instauració del mercantilisme i el progressiu augment del laïcisme la feren obsoleta. Els plans d'estudis es basaven en texts clàssics, l'aprenentatge del llatí i el grec, i oblidaven les demandes de la societat. Cada vegada era més gran el nombre de famílies que demanaven una educació més pràctica i de matèries de tipus matemàtic i científic, idiomes moderns i aplicades a l'economia.

## Origen del llibre
El 1684 Edward Clarke demanà consell al seu amic Locke per educar el seu fill, i aquest li respongué amb una sèrie de cartes que recollien pensaments relatius a l'educació. Fins a 1693 no publicà el tractat i ho feu de manera anònima atenent als precs dels seus amics Clarks i William Molyneux. La publicació fou un èxit, se'n feren cinc reedicions abans de la mort de John Locke, tot i que en les seues revisions sempre mantenia l'estructura de cartes i un llenguatge amistós i familiar. Locke adverteix en el prefaci que només és una sèrie de cartes recopilades. Aquest estil d'escriure li permet ser més directe i que els lectors el vegen com un amic.

## La seua teoria pedagògica
L'educació del segle xviii es pot considerar influïda per dos dels seus plantejaments. En primer lloc, la hipòtesi que l'educació fa la persona, que s'oposa al model agustinià i també al cartesià, que suposen un cert innatisme, i atorga a l'educació un lloc secundari en el desenvolupament humà. Així, Locke remarca: "Crec poder assegurar que de cent persones hi ha noranta que són el que són, bones o roïnes, útils o inútils a la societat, per l'educació que han rebut", per això aquesta esdevé el motor del desenvolupament humà. En Assaig sobre l'enteniment humà Locke planteja la hipòtesi que l'ésser humà naix amb la "ment en blanc", com una tabula rasa a la qual es dona forma amb les seues experiències. Tot i que Locke creia en l'existència de talents i habilitats naturals, atacà l'innatisme. Per això alerta els pares perquè estiguen atents a aquestes habilitats o talents que els seus fills poden mostrar i al fet que els proporcionen les activitats adequades per al seu millor desenvolupament.
La segona aportació de Locke a l'educació es refereix a un altre principi, el de l'empirisme. Ja que l'aprenentatge es realitza per associació d'idees, aquest aprenentatge és bàsic en la infantesa. Les estructures que formen els xiquets és important que siguen de qualitat i no estiguen danyades per falses associacions. Així, Locke defensa una educació de qualitat des del moment del naixement i considera un error greu deixar-la en mans de servents poc educats.

### Cos i ment
Locke aconsella als pares que consolidin uns bons hàbits físics en els fills com a primera mesura per abordar la seua educació acadèmica. No és sorprenent que aquesta siga la seua primera proposta, ja que cursà estudis de medicina a Oxford. Aquesta idea, però, era molt influent en els manuals per cuidar xiquets utilitzats a Occident des de llavors. Per tal de convéncer els pares d'aquesta necessitat Locke comença el llibre amb la famosa frase de Juvenal, Mens sana in corpore sano".
Ofereix una sèrie de recomanacions com la necessitat que els xiquets aprenguen a nadar, que passegen a l'aire lliure, amb roba adequada, que tinguen una alimentació saludable, així com les maneres d'abordar el son. Tot això en el marc d'una idea que defensà amb fermesa: la necessitat de sotmetre els xiquets a condicions una mica dures; per exemple, si fa fred no abrigar-los amb excés perquè quan siguen majors puguen resistir-lo millor. O que per prevenir el refredat els xiquets haurien de rentar-se cada dia els peus amb aigua freda, o una mica més majors prendre dutxes d'aigua freda. Així, proposa una sèrie de mesures per educar-los en un ambient exigent. Aquestes idees es feren molt populars als segles següents, tot i que no se seguiren en molts casos.

### Virtut i raó
La major part del llibre es dedica a la manera en què es pot inculcar la virtut als xiquets. Considera que la virtut s'aconsegueix amb autodenegació i racionalitat, així assenyala que el fonament de la virtut rau en el fet que una persona siga capaç de refusar-se la satisfacció dels seus desigs, de contrariar les seues inclinacions i seguir solament el que la raó li dicta com el millor". En el procés educatiu remarca la importància d'educar des de menut la necessitat d'actuar racionalment i la responsabilitat que això suposa per als pares: "Qui no haja contret l'hàbit de sotmetre la seua voluntat a la raó dels altres quan era jove, trobarà molt difícil a sotmetre's a la seua raó quan tinga edat de fer-ne ús". També destaca els models que se li ofereixen com a font d'errors educatius amb exemples i jocs com "Pega'm perquè jo et pegue", o quan els vestits esdevenen "matèria d'emulació i vanitat", o el fet que es lloen les mentides i les excuses dels nens "quan beneficien els pares". Així, assenyala com un greu error "acaronar els nens i inculcar-los els principis del vici".
Planteja unes necessitats educatives per a l'"educació natural": l'ésser humà ha de ser capaç de resistir les seues inclinacions cap al plaer, així com resistir el dolor, i conrear aquestes disposicions contràries a la naturalesa abandonada de la persona. Locke és contrari a la severitat dels càstigs: "ceteris paribus, els xiquets que han estat més castigats, rares vegades arribaran a ser les millors persones". També rebutja l'ús de la violència "per colps, les renyines i altres càstigs servils", i reclama una educació més intel·ligent per als xiquets a mesura que creixen. Proposa un sistema de disciplina basat en l'estima i la vergonya del que es realitza, més que en els premis i càstigs. Defensa l'ús del raonament amb els xiquets, el fet d'oferir-los explicacions adaptades a la seua edat en considerar-los criatures racionals; així, assenyala "heu de fer-los comprendre, per la dolçor de les vostres maneres, ...que el que feu és raonable en si, tant com a útil i necessari per a ells". El mètode principal que propugna per formar els xiquets i joves és donar-los exemples.
Locke destaca la importància que els xiquets es convertisquen en adults al més aviat possible: "mentre més us apresseu a tractar el vostre fill com a home, més prompte començarà a ser-ho". Considera important la familiaritat cap als fills, però sempre en un marc de respecte d'aquests cap als pares.

### Currículum acadèmic
Locke no tracta a fons el desenvolupament d'un pla d'estudis específic; es preocupa més per convéncer els lectors que l'educació rau a inculcar la virtut i les habilitats per a un pensament crític. Manté que primer cal ensenyar als xiquets com aprendre i trobar plaer a aprendre; considera que el temps de la nostra vida és insuficient per a familiaritzar-nos amb tot el que es pot aprendre i, per tant, és més important desenvolupar aquestes habilitats per a l'aprenentatge i practicar-les.
Tot i que no aborda directament el tema curricular, en dona algunes idees pràctiques per tractar-lo: deplora la dedicació de tantes hores a l'estudi del llatí i proposa que es dedique més temps a la lectura i escriptura en la llengua materna. Una vegada coneguda la llengua materna proposa l'aprenentatge d'un segon idioma, si escau el francés, i en tercer lloc l'estudi del llatí, però amb un mètode d'ús escrit i parlat d'aquestes llengües, inclòs el llatí oral.
Locke destaca la utilitat com a criteri principal en la selecció curricular; per exemple, considera important ensenyar a dibuixar als xiquets ja que els serà útil en els viatges a l'estranger; no dona importància, però, a la poesia i la música; destaca la importància de la formació científica i de la geografia, l'astronomia i l'anatomia. Proposa, doncs, un ensenyament que abandone els mètodes de l'humanisme i les arts liberals, i dona molta importància a l'ensenyament científic i la pràctica professional; per exemple recomana que els xics aprenguen un ofici manual o més d'un.
Aquests principis tindran molta influència en l'educació britànica durant els segle xviii i XIX, coincidint amb l'expansió de l'imperi.

## Una educació classista
Aquesta obra, la concep Locke com un compendi per a l'educació d'un cavaller, però tingué un ampli acolliment en tota la població i no sols en l'ambient aristocràtic. Els principis educatius que proposa foren ràpidament assumits per la classe mitjana i les escoles populars, ja que es podien aplicar a qualsevol xiquet. Una prova se'n demostra en les quatre edicions que se'n feren en vida de l'autor. Pierre Cost en la primera traducció de l'obra, del 1695 al francés, assenyalava en la introducció: "és cert que aquest treball es dirigeix a l'educació del gentleman, però això no impedeix que servisca per a l'educació de qualsevol xiquet, de la classe social que siga".
Tot i que es pot aplicar aquests principis d'educació a tots els xiquets, Locke pensava que només era adequat per a l'aristocràcia i la classe mitjana. Com escriu Peter Gai, "mai recomanà que tots els xiquets havien de ser educats per igual, més aviat Locke creia que fins que el sistema escolar no es reformara, un cavaller havia de tenir el seu fill a la llar formant-lo amb un tutor. Quant a l'educació dels pobres Locke no fa cap referència". D'altra banda, Locke en Assaig sobre la llei de pobres es lamenta que "els fills dels treballadors són normalment una càrrega per a la parròquia, i en general són mantinguts en inactivitat, també es perd part del seu treball fins que tinguen 12 o 14 anys". Suggereix que s'establisquen "escoles de treball" per als xiquets pobres en cada parròquia d'Anglaterra, perquè "des de la infantesa [tres anys] coneguen el treball." Fins i tot arriba a esbossar els aspectes econòmics d'aquestes escoles, argumentant no sols que serien rendibles per a la parròquia, sinó també que inculcarien una bona ètica de treball als xiquets.

## Una educació sexista
L'objectiu principal d'aquest escrit "és com un jove cavaller ha de ser educat des de la infantesa". En relació amb les xiques assenyala que tot i que no cobreix tan perfectament la necessitat d'educació de les filles, ja que la diferència de sexe requereix un tractament diferent, no serà difícil aplicar-lo. Així, per a Locke, l'educació és fonamentalment la mateixa per a homes i dones, només serien necessàries petites i evidents adaptacions per a les dones. Aquesta interpretació es recolza per una carta que escrigué a la Sra. Clarke al 1685 declarant que "no reconec cap diferència de sexe en la seua ment relacionades... amb la veritat, la virtut i l'obediència". Martin Simons opina que "en lloc d'enviar els nens a escoles que no atenen les seues necessitats i els ensenyen coses de poc de valor, Locke sosté que ha d'ensenyar-se a les xiquetes en la llar qüestions útils i necessàries com l'artesania, la casa... Com la seua coetània Mary Astell, Locke creia que la dona pot i s'ha d'ensenyar a convertir-se en un ésser racional i virtuós.
Però Locke recomana algunes restriccions relatives al tractament del cos femení. El més significatiu és cuidar l'activitat física per la seua aparença física. També es refereix al fet que s'han de cuidar una mica més la pell, etc. Locke concedeix més importància a la bellesa en les dones que en els homes. En una anàlisi de la seua teoria pedagògica té molt de pes la petició d'un tractament diferent per a les dones; la resta de teories pedagògiques de l'època, però, defensen la segregació d'homes i dones com a necessària; és el cas de llibres com El deure sencer d'una dona (1696), El deure sencer d'home (1657), l'Emili de Rousseau… En aquest context les idees de Locke es presenten com més igualitàries.

## Influències d'aquest escrit
Al costat de l'Emili (1762) és un dels texts fonamentals de la teoria de l'educació al segle xviii. En l'Imperi britànic es considerà un referent en temes educatius durant uns segles. Alguns crítics consideren aquest escrit junt a l'Assaig sobre l'enteniment humà com els dos texts més influents de Locke, els seus coetanis ja destacaven la seua influència; Gottfried Leibniz fins i tot el situava per sobre de l'Assaig.
Alguns pensaments sobre l'educació fou un best-seller; només durant el segle xviii se'n publicaren si més no 53 edicions: 25 en anglés, 16 en francés, sis en italià, tres en alemany, dos en holandés i una en suec. A la fi del segle xviii, la influència de Locke en el pensament educatiu es reconeix àmpliament: escriptors tan políticament distants com Sarah Trimmer, en el seu diari The Guardian of Education (1802-6), o Maria Edgeworth en el seu tractat Educació pràctica (1798), escrit amb el seu pare, invocaven les idees de Locke. Fins i tot Rousseau, enfrontat tradicionalment a Locke, en la seua tesi que els pares han de tractar els fills com a éssers racionals, reconegué el seu deute amb Locke.
Cleverley i John Phillips DC situen aquest escrit en el començament d'una tradició de la teoria educacional que denominen ambientalisme. En els anys següents a la publicació del text de Locke, Étienne Bonnot de Condillac i Claude-Adrien Helvétius adoptaren la idea que la ment de les persones es forma amb les seues experiències i, per tant, amb l'educació. Això feu que s'adoptaren sistemes per ensenyar els xiquets mitjançant els seus sentits en tot Europa. A Suïssa, Johann Heinrich Pestalozzi, basant-se en les teories de Locke, desenvolupà el seu model de lliçó, en què els alumnes centraven l'atenció en una cosa determinada i se'ls animava a utilitzar tots els sentits per explorar-la; també se'ls instava a usar les paraules exactes per a descriure-la. Aquest mètode de Pestalozzi fou molt emprat en tot Europa i Amèrica durant els segle xviii i XIX. Els mètodes de Maria Montessori també recollien part d'aquestes tècniques al s. XX. Segons Cleverley i Phillips, la sèrie de televisió Barri Sèsam està basada en els supòsits que Locke defensa, ja que el seu objectiu és donar als xiquets desfavorits, sobretot als pobles més aïllats, idees simples i bàsiques de les experiències que el seu entorn normalment no ofereix. Durant el s. XX s'ha produït un gran debat sobre la dualitat herència vs ambient en el concepte d'educació, i això ha originat que l'ambientalisme optimista de Locke s'haja convertit no sols en una qüestió moral sinó també en un problema científic.